# Biffontaine
Biffontaine est une commune française située dans le département des Vosges, en région Grand Est.
Ses habitants sont appelés les Biffontenois.

## Géographie

### Localisation
Bien qu'étant sur le bassin versant du Neuné, Biffontaine faisait partie avec sa voisine Les Poulières du canton de Brouvelieures. L'altitude moyenne est de 500 mètres et sa superficie de 888 hectares.

### Hydrographie et les eaux souterraines
Hydrogéologie et climatologie : Système d’information pour la gestion des eaux souterraines du bassin Rhin-Meuse :
Territoire communal : Occupation du sol (Corinne Land Cover); Cours d'eau (BD Carthage),
Géologie : Carte géologique; Coupes géologiques et techniques,
 Hydrogéologie : Masses d'eau souterraine; BD Lisa; Cartes piézométriques.
La commune est située dans le bassin versant du Rhin au sein du bassin Rhin-Meuse. Elle est drainée par le ruisseau le Neuné et le ruisseau de Biffontaine,.
Le Neuné, d'une longueur totale de 24,5 km, prend sa source dans la commune de Gerbépal et se jette  dans la Vologne en limite de Laveline-devant-Bruyères, Herpelmont, Beauménil et Champ-le-Duc, après avoir traversé sept communes.

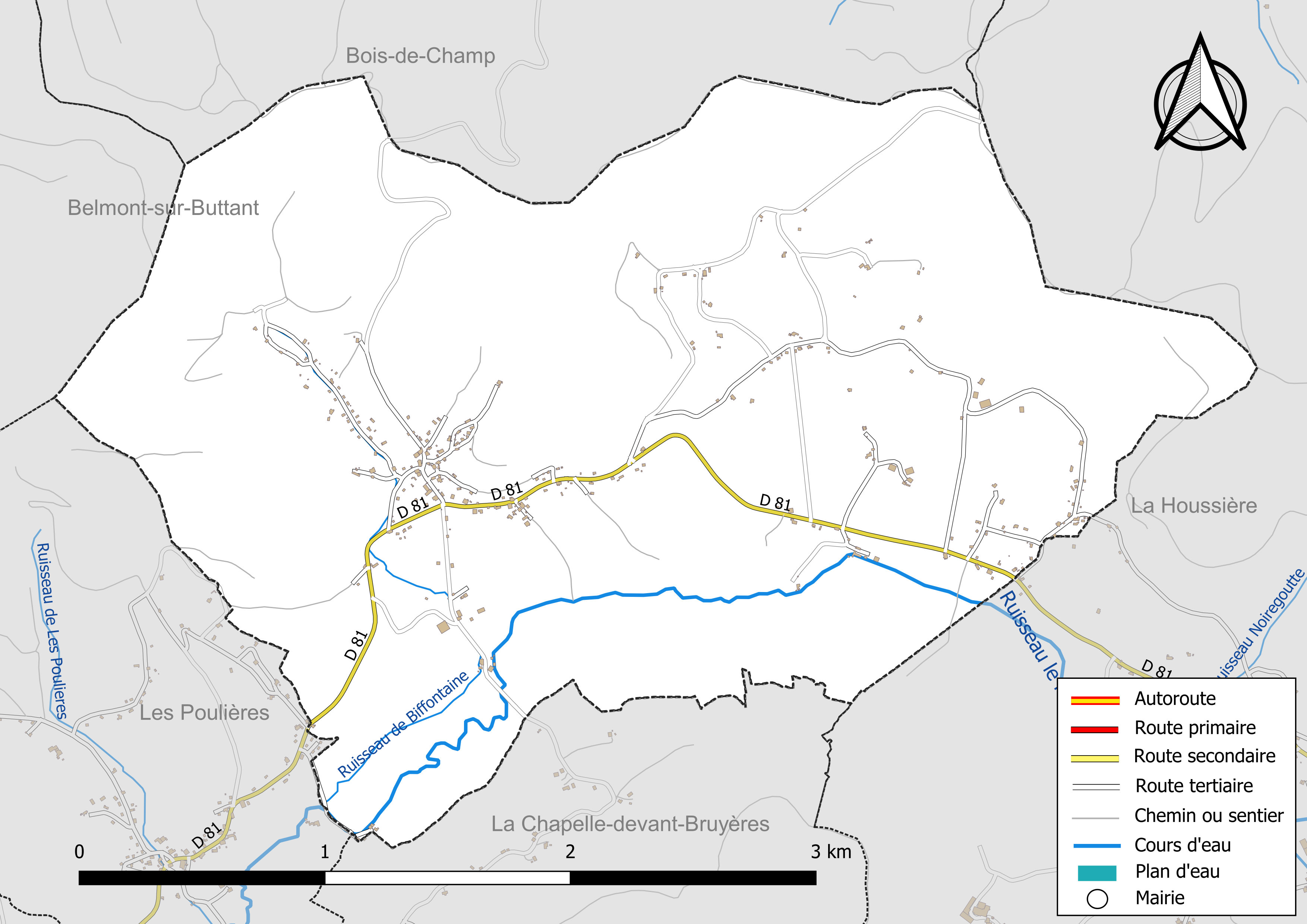
Réseaux hydrographique et routier de Biffontaine.

### Climat
Pour des articles plus généraux, voir Climat du Grand Est et Climat des Vosges.
En 2010, le climat de la commune est de type climat de montagne, selon une étude du Centre national de la recherche scientifique s'appuyant sur une série de données couvrant la période 1971-2000. En 2020, Météo-France publie une typologie des climats de la France métropolitaine dans laquelle la commune est exposée à un climat semi-continental et est dans la région climatique  Vosges, caractérisée par une pluviométrie très élevée (1 500 à 2 000 mm/an) en toutes saisons et un hiver rude (moins de 1 °C).
Pour la période 1971-2000, la température annuelle moyenne est de 9,1 °C, avec une amplitude thermique annuelle de 16,9 °C. Le cumul annuel moyen de précipitations est de 1 377 mm, avec 13,9 jours de précipitations en janvier et 11,2 jours en juillet. Pour la période 1991-2020, la température moyenne annuelle observée sur la station météorologique de Météo-France la plus proche, « Le Roulier_sapc », sur la commune du Roulier à 15 km à vol d'oiseau, est de 10,2 °C et le cumul annuel moyen de précipitations est de 1 000,2 mm. 
La température maximale relevée sur cette station est de 38,1 °C, atteinte le 25 juillet 2019 ; la température minimale est de −18,3 °C, atteinte le 20 décembre 2009,,.
Les paramètres climatiques de la commune ont été estimés pour le milieu du siècle (2041-2070) selon différents scénarios d'émission de gaz à effet de serre à partir des nouvelles projections climatiques de référence DRIAS-2020. Ils sont consultables sur un site dédié publié par Météo-France en novembre 2022.

## Urbanisme

### Typologie
Au 1er janvier 2024, Biffontaine est catégorisée commune rurale à habitat dispersé, selon la nouvelle grille communale de densité à sept niveaux définie par l'Insee en 2022.
Elle est située hors unité urbaine et hors attraction des villes,.

### Occupation des sols
L'occupation des sols de la commune, telle qu'elle ressort de la base de données européenne d’occupation biophysique des sols Corine Land Cover (CLC), est marquée par l'importance des territoires agricoles (50,4 % en 2018), une proportion sensiblement équivalente à celle de 1990 (49,6 %). La répartition détaillée en 2018 est la suivante : 
forêts (46,5 %), prairies (37,7 %), zones agricoles hétérogènes (12,7 %), milieux à végétation arbustive et/ou herbacée (3 %). L'évolution de l’occupation des sols de la commune et de ses infrastructures peut être observée sur les différentes représentations cartographiques du territoire : la carte de Cassini (XVIIIe siècle), la carte d'état-major (1820-1866) et les cartes ou photos aériennes de l'IGN pour la période actuelle (1950 à aujourd'hui).

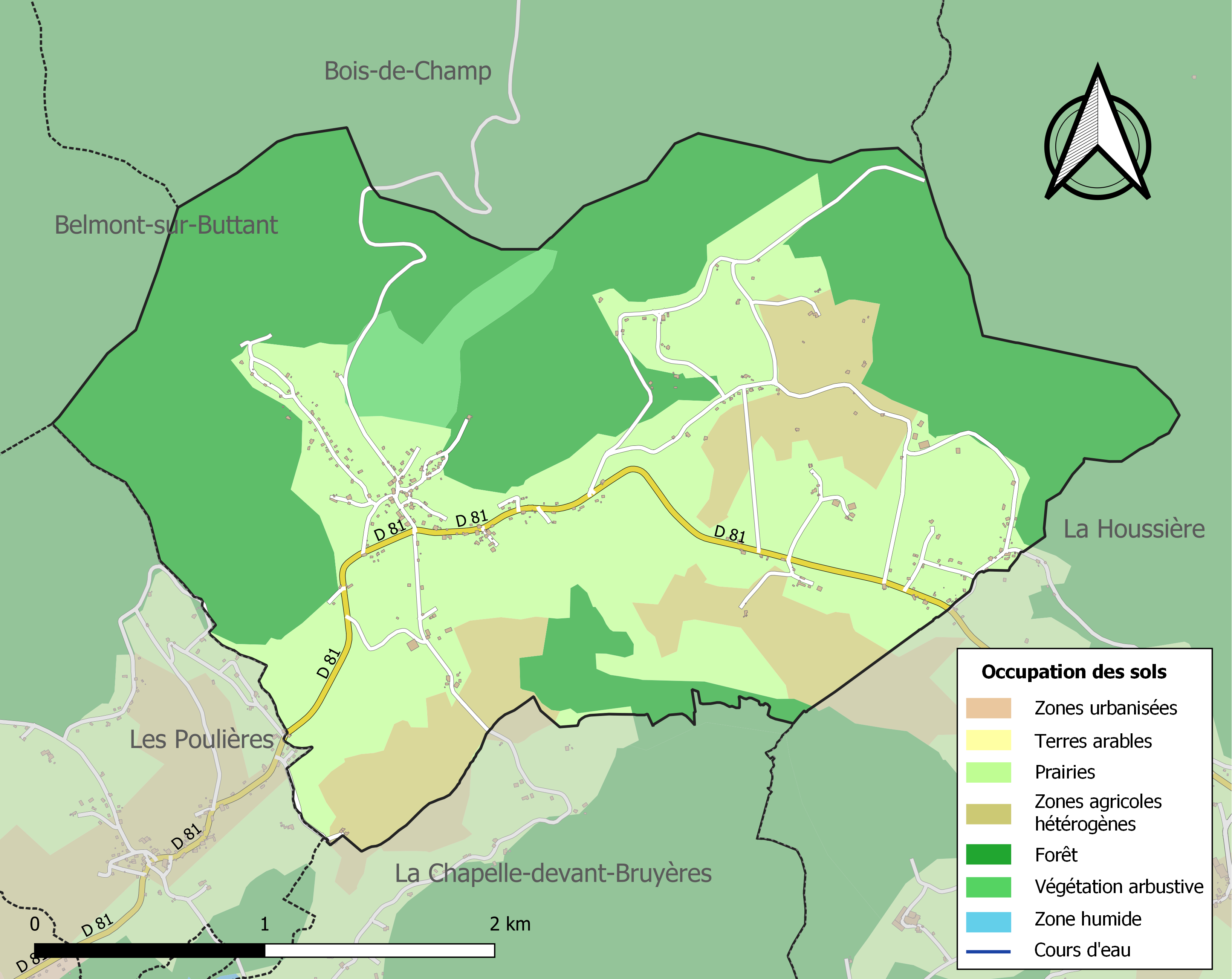
Carte des infrastructures et de l'occupation des sols de la commune en 2018 (CLC).
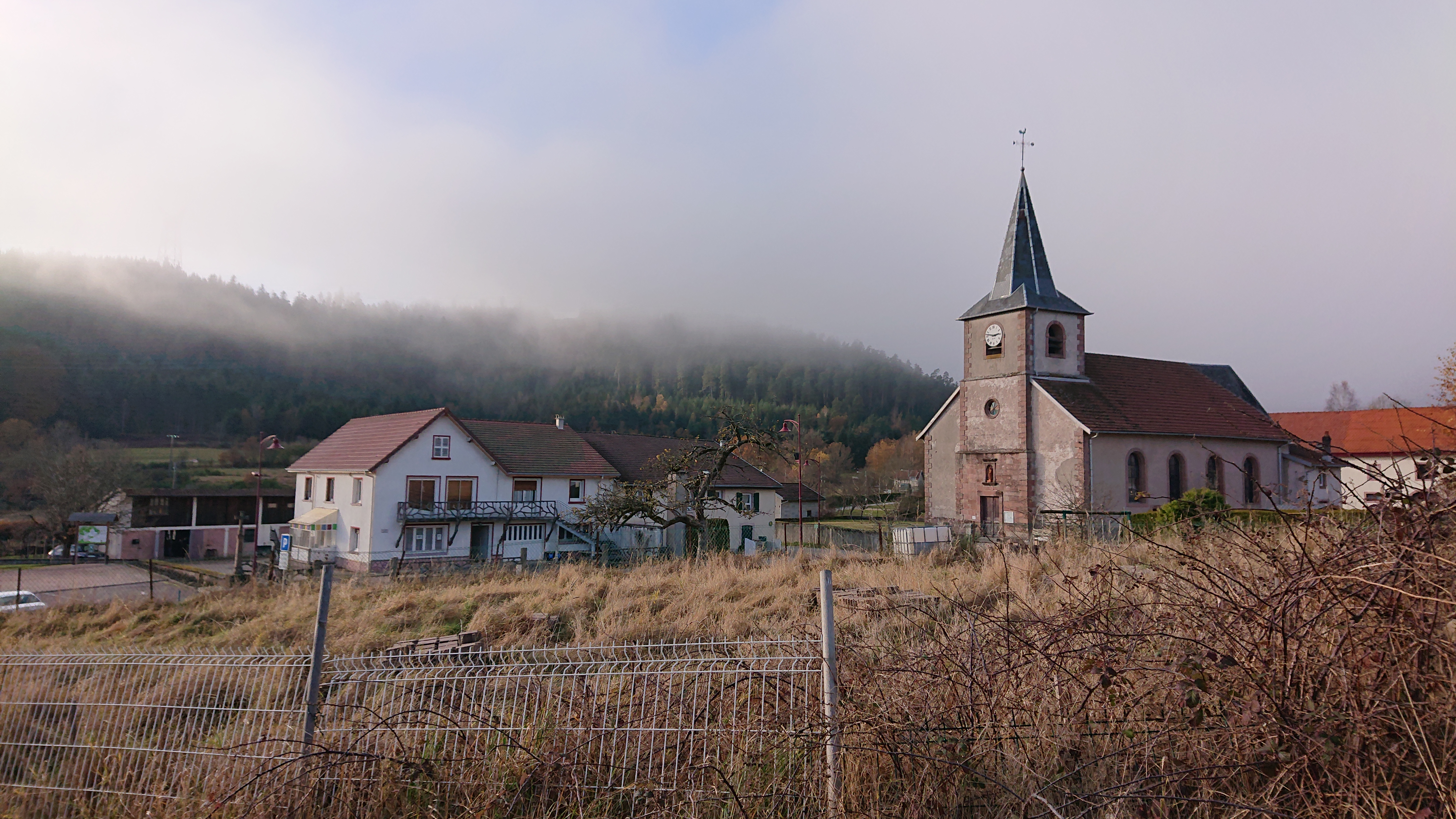
Centre du village de Biffontaine avec la forêt en arrière-plan.

## Toponymie
Le nom de la localité est attesté sous les formes Byfonteine (1309) ; Biffontaine (XIVe siècle) ; Biffontaingne (1435) ; Biffontainne (1439) ; Buffontainne (1452) ; Buffontaine (1518) ; Biffontenne (1545) ; Byfontaine (1594) ; Bifontaine, Befontaine (1656) ; Byfontaigne (XVIIe siècle).

Byfonteine en 1309 ; de l,oïl bié « petit ruisseau », (attesté dans les Vosges ), d'origine gauloise, et fontaine (source).

Biffontaine est à la naissance d'un petit affluent de la Neune ou Neuné.

## Histoire
Sous l'ancien régime, Biffontaine et sa voisine les Poulières faisaient partie de la cure de Champ-le-Duc et dépendaient du chapître de Remiremont. À ce titre, les Dames Chanoinesses y rendaient la justice et y prélevaient l'impôt. L'église Saint-Antoine a été construite dans la deuxième moitié du XVIIIe siècle à l'emplacement d'une chapelle plus ancienne et contient un orgue construit en 1853 par les frères Claudes, puis légèrement transformé par Joseph Voegtlé vers 1930. Un calvaire contemporain de cette dernière est visible à côté de l'église actuelle.
La ligne de chemin de fer Épinal-Saint-Dié traverse la commune depuis 1876.
Le principal évènement de la commune fut sans aucun doute la bataille qui eut lieu au col du Trapin des Saules en octobre 1944. En effet, afin de délivrer un bataillon texan pris au piège par les troupes allemandes dans les forêts de Biffontaine, le 442e régiment d'infanterie américaine composé de soldats nippo-américains fut envoyé sous la neige précoce cette année-là, pour délivrer le « Bataillon perdu ». Cette bataille acharnée est considérée comme l'une des dix principales batailles de l'histoire des États-Unis, à ce titre un tableau représentant les combats qui se sont déroulés dans les forêts de Biffontaine orne un mur du Pentagone à Washington. Cette tragédie a fait 16 000 blessés ou tués (Français, Allemands et Américains confondus). Cette bataille aura sans doute contribué à faire d'Hawaii un État américain à part entière.

## Politique et administration
| Période                                  | Période                       | Identité                  | Étiquette | Qualité     |
| ---------------------------------------- | ----------------------------- | ------------------------- | --------- | ----------- |
| Les données manquantes sont à compléter. |                               |                           |           |             |
|                                          |                               | André Leher               |           |             |
| mars 1977                                | mars 2001                     | Georges Henry (1927-2006) |           | Agriculteur |
| mars 2001                                | En cours (au 18 février 2015) | Denis Henry               |           | Professeur  |

### Budget et fiscalité 2022

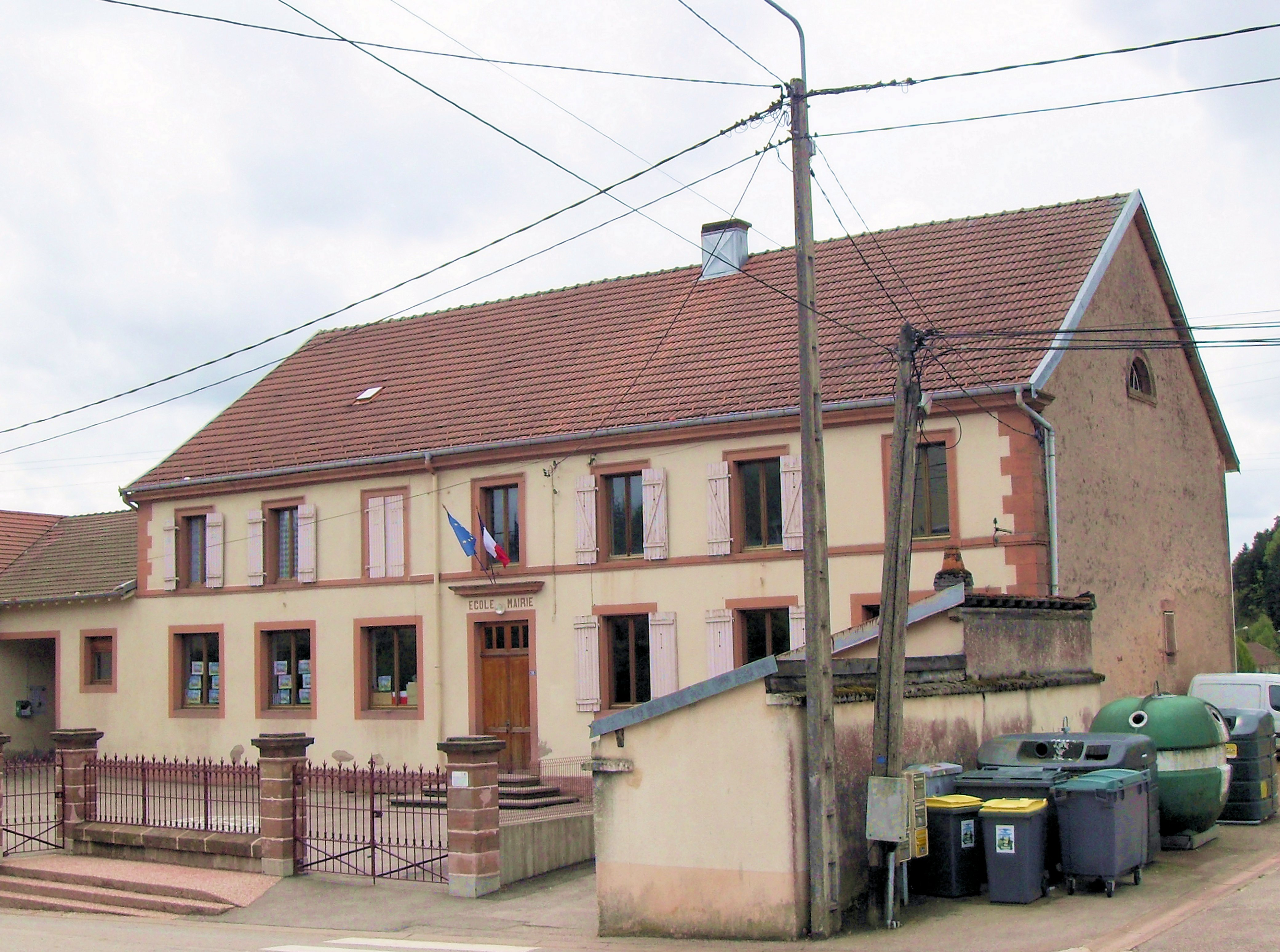
La mairie-école

En 2022, le budget de la commune était constitué ainsi :
- total des produits de fonctionnement : 306 000 €, soit 747 € par habitant ;
- total des charges de fonctionnement : 270 000 €, soit 659 € par habitant ;
- total des ressources d'investissement : 77 000 €, soit 188 € par habitant ;
- total des emplois d'investissement : 120 000 €, soit 293 € par habitant ;
- endettement : 201 000 €, soit 489 € par habitant.

Avec les taux de fiscalité suivants :
- taxe d'habitation : 20,62 % ;
- taxe foncière sur les propriétés bâties : 40,81 % ;
- taxe foncière sur les propriétés non bâties : 22,70 % ;
- taxe additionnelle à la taxe foncière sur les propriétés non bâties : 0,00 % ;
- cotisation foncière des entreprises : 0,00 %.

Chiffres clés Revenus et pauvreté des ménages en 2021 : médiane en 2021 du revenu disponible, par unité de consommation : 21 150 €.

## Population et société

### Démographie

#### Évolution démographique
L'évolution du nombre d'habitants est connue à travers les recensements de la population effectués dans la commune depuis 1793. Pour les communes de moins de 10 000 habitants, une enquête de recensement portant sur toute la population est réalisée tous les cinq ans, les populations de référence des années intermédiaires étant quant à elles estimées par interpolation ou extrapolation. Pour la commune, le premier recensement exhaustif entrant dans le cadre du nouveau dispositif a été réalisé en 2008.

En 2022, la commune comptait 393 habitants, en évolution de −5,53 % par rapport à 2016 (Vosges : −2,96 %, France hors Mayotte : +2,11 %).
| 1793 | 1800 | 1806 | 1821 | 1831 | 1836 | 1841 | 1846 | 1856 |
| ---- | ---- | ---- | ---- | ---- | ---- | ---- | ---- | ---- |
| 400  | 420  | 512  | 490  | 547  | 577  | 586  | 599  | 608  |

| 1861 | 1866 | 1876 | 1881 | 1886 | 1891 | 1896 | 1901 | 1906 |
| ---- | ---- | ---- | ---- | ---- | ---- | ---- | ---- | ---- |
| 639  | 647  | 645  | 647  | 603  | 589  | 602  | 605  | 595  |

| 1911 | 1921 | 1926 | 1931 | 1936 | 1946 | 1954 | 1962 | 1968 |
| ---- | ---- | ---- | ---- | ---- | ---- | ---- | ---- | ---- |
| 586  | 513  | 519  | 505  | 476  | 416  | 412  | 395  | 376  |

| 1975 | 1982 | 1990 | 1999 | 2006 | 2008 | 2013 | 2018 | 2022 |
| ---- | ---- | ---- | ---- | ---- | ---- | ---- | ---- | ---- |
| 353  | 308  | 393  | 399  | 435  | 445  | 426  | 401  | 393  |

### Enseignement
Établissements d'enseignements :
- Écoles maternelles et primaires à Biffontaine, Les Poulières, La Chapelle devant Bruyères, Domfaing, La Houssière, Laveline-devant-Bruyères, Corcieux.
- Collèges à Corcieux, Bruyères, Saint-Dié-des-Vosges.
- Lycées à Bruyères, Saint-Dié-des-Vosges.

### Santé
Professionnels et établissements de santé :
- Médecins à Laveline-devant-Bruyères, Brouvelieures, Bruyères, Granges-sur-Vologne.
- Pharmacies à Bruyères, Granges-sur-Vologne, Anould, Saulcy-sur-Meurthe, Saint-Michel-sur-Meurthe.
- Hôpitaux à Bruyères, Gerbépal, Fraize, Gérardmer.

### Cultes
- Culte catholique, Paroisse Notre-Dame-de-Corcieux[26], Diocèse de Saint-Dié.

## Économie

### Entreprises et commerces

#### Agriculture
- Culture de légumes, de melons, de racines et de tubercules.
- Élevage de vaches laitières.
- Élevage d'autres bovins et de buffles.

#### Tourisme
- Hébergements et restauration à La Chapelle, Herpelmont, Champ-le-Duc, Anould, Grandvillers.

#### Commerces
- Commerces et services de proximité.

## Culture locale et patrimoine

### Lieux et monuments

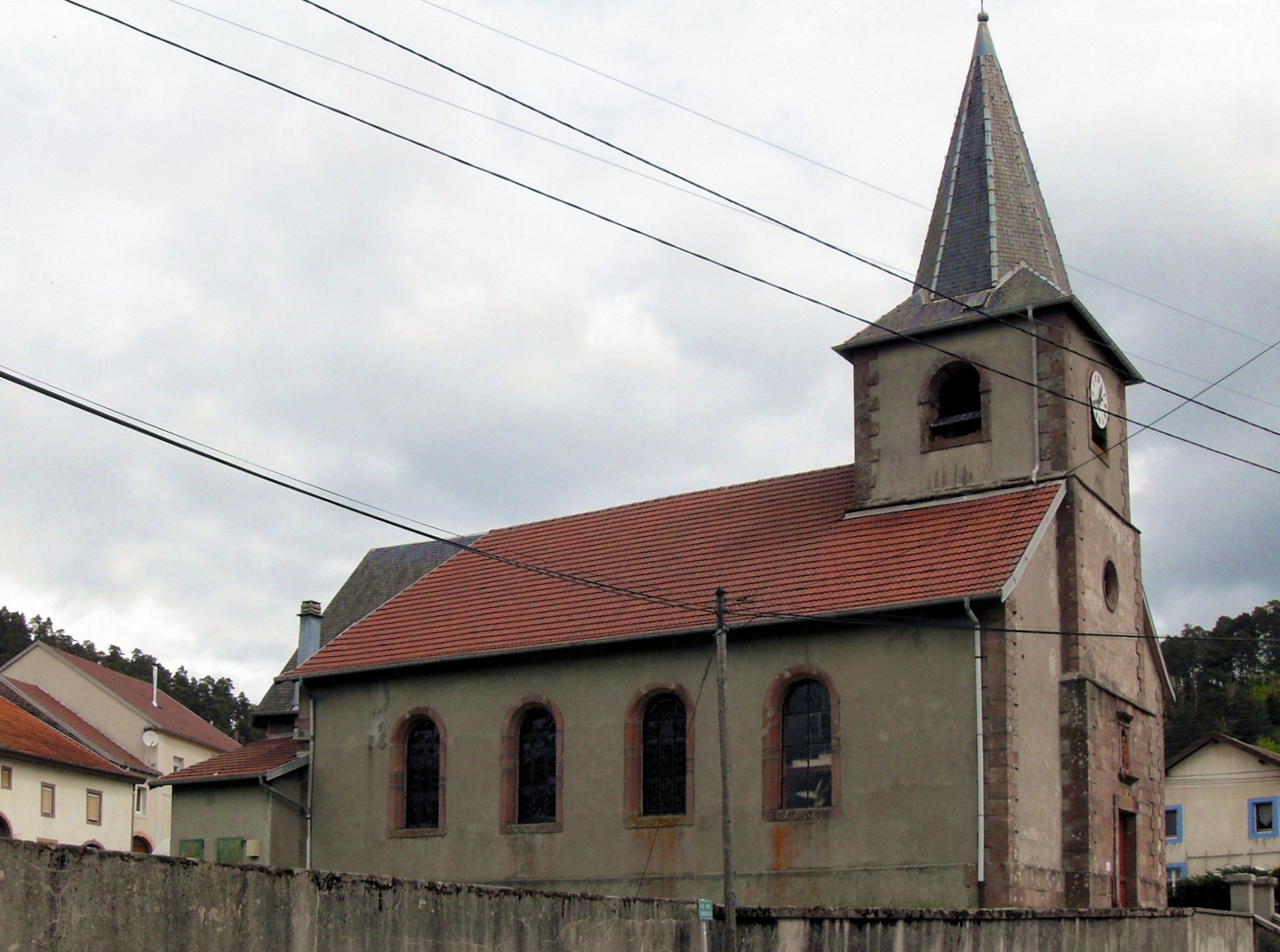
L'église Saint-Antoine, côté sud-ouest.

- Église Saint-Antoine[27] : édifice religieux construit au XVIIe siècle[28].

Orgue de tribune réalisé en 1853 par Alexandre et Ernest Claude,,.
Vitraux de Gabriel Loire.
- La Borne 6 : monument[33] en mémoire des soldats tombés en octobre 1944 lors de la Bataille de Bruyères[34]. Il a été érigé en 1984 et se situe au col des Huttes, sur les hauteurs de Biffontaine.
- Scieries hydrauliques à cadre[35],[36],[37].
- Patrimoine architectural rural recensé par l'Inventaire général du patrimoine culturel : Fermes[38],[39].
- Monument aux morts et Plaque commémorative Le bataillon perdu[40].

### Héraldique, logotype et devise
| Blason | Blasonnement : Parti d'or et de gueules à la fontaine cimée d'une croix de Lorraine crachant deux jets d'argent, accostée en chef d'un pin au naturel à dextre et d'une étoile d'argent. Commentaires : Le fontaine à deux jets constitue des armes parlantes. C'est une seule communauté avec deux jets d'eau. La croix de Lorraine situe la commune dans cette province. Le pin symbolise l'importante forêt de la commune. L'étoile rappelle les Américains qui ont libéré la localité. Le blason a été adopté par la commune en février 2017. |

## Pour approfondir